# Властимир
Властимир (на сръбски: Властимир) е сръбски княз от династията Властимировичи, управлявал около 830 – 850 година.
Той е син и наследник на Просигой. Сведенията за управлението му са оскъдни. Като васал на Византийската империя през 839 – 842 година той отблъсква успешно нападение на България, след което воюва и на запад към Далмация.
Властимир умира около 851 година и е наследен от най-големия си син Мутимир, който първоначално управлява съвместно с братята си Строимир и Гойник.